# Nainville-les-Roches
Nainville-les-Roches è un comune francese di 449 abitanti situato nel dipartimento dell'Essonne nella regione dell'Île-de-France.

## Società

### Evoluzione demografica
Abitanti censiti